# Hendrik Philip Visser 't Hooft
Hendrik Philip "Hans" Visser 't Hooft  (Haarlem, Nizozemska, 20. rujna 1905. — Velp, Nizozemska, 28. srpnja 1977.) je bivši nizozemski hokejaš na travi. 
Osvojio je srebrno odličje na hokejaškom turniru na Olimpijskim igrama 1928. u Amsterdamu igrajući za Nizozemsku. Na turniru je odigrao sva četiri susreta na mjestu napadača.

## Vanjske poveznice
- Profil na Database Olympics